# Dasychira tephra
Dasychira tephra är en fjärilsart som beskrevs av Jacob Hübner 1806-1819. Dasychira tephra ingår i släktet Dasychira och familjen tofsspinnare. Inga underarter finns listade i Catalogue of Life.